# Kenya (Lubumbashi)
Pour les articles homonymes, voir Kenya (homonymie).
Kenya est une commune du sud de la ville de Lubumbashi en République démocratique du Congo. Elle fut la première extension créée en 1929 en extension du quartier Albert.

## Quartiers
- Lualaba
- Luapula
- Luvua
- Brondo